# Djurgårdens IF herrfotboll 2007
Djurgårdens IF Fotboll, säsongen 2007. Deltog i följande mästerskap: Allsvenskan och Svenska cupen.

## Truppen
| Nat     | Tränare       | Position             | Född              | I DIF sedan                                         | Kontrakt till | Kom från                    |
| ------- | ------------- | -------------------- | ----------------- | --------------------------------------------------- | ------------- | --------------------------- |
| Island  | Siggi Jónsson | Huvudtränare         | 18 september 1966 | 2007                                                | 2009-12-31    | Grindavíkur                 |
| Finland | Paul Lindholm | Assisterande tränare | 18 september 1970 | 2007 (som A-lagstränare), 2003 (som juniortränare)  | 2009-12-31    | Djurgårdens IF Juniorer     |
| Sverige | Kjell Frisk   | Målvaktstränare      | 27 april 1964     | 1999 (som målvaktstränare), 1990-1995 (som spelare) |               | Spårvägens IF (som spelare) |

| Nr | Nat       | Spelare                     | Position    | Född       | Längd  | Vikt  | I DIF sedan              | Kontrakt till | Kom från                | Moderklubb              |
| -- | --------- | --------------------------- | ----------- | ---------- | ------ | ----- | ------------------------ | ------------- | ----------------------- | ----------------------- |
| 15 | Gambia    | Pa Dembo Touray             | Målvakt     | 1980-03-31 | 198 cm | 98 kg | 2000                     | 2008-12-31    | Real de Banjul          | Real de Banjul          |
| 30 | Sverige   | Oskar Wahlström             | Målvakt     | 1976-08-16 | 198 cm | 95 kg | 2004                     | 2008-12-31    | Västerås SK             | Bie GoIF                |
| 35 | Sverige   | Tommi Vaiho                 | Målvakt     | 1988-09-13 | 187 cm | 85 kg | 2007                     | 2009-12-31    | Djurgårdens IF Juniorer | Djurgårdens IF          |
| 2  | Sverige   | Matias Concha (lämnat)      | Back        | 1980-03-31 | 180 cm | 82 kg | 2004                     | 2007-12-31    | Malmö FF                | Kulladals FF            |
| 3  | Sverige   | Robert Stoltz               | Back        | 1976-08-10 | 177 cm | 74 kg | 2006                     | 2008-12-31    | Kalmar FF               | Lira BK                 |
| 4  | Sverige   | Dennis Boskailo (utlånad)   | Back        | 1988-01-05 | 186 cm | 83 kg | 2006                     | 2009-12-31    | Köping FF               | Köping FF               |
| 5  | Island    | Sölvi Ottesen               | Back        | 1984-02-18 | 190 cm | 82 kg | 2004*                    | 2008-12-31    | Vikingur Reykjavik FC   | Vikingur Reykjavik FC   |
| 6  | Finland   | Toni Kuivasto               | Back        | 1975-12-31 | 187 cm | 83 kg | 2003*                    | 2009-12-31    | Viking FK               | FC Ilves                |
| 8  | Tyskland  | Jan Tauer                   | Back        | 1983-08-26 | 186 cm | 82 kg | 2007                     | 2009-12-31    | Eintracht Braunschweig  | Fortuna Düsseldorf      |
| 14 | Sverige   | Kebba Ceesay                | Back        | 1987-11-14 | 178 cm | 73 kg | 2007                     | 2010-12-31    | IK Brage                | IK Brage                |
| 16 | Sverige   | Markus Johannesson          | Back        | 1975-05-29 | 185 cm | 84 kg | 2004*                    | 2008-12-31    | Örgryte IS              | Rölanda IF              |
| 26 | Sverige   | Eldin Kozica                | Back        | 1985-01-08 | 185 cm | 79 kg | 2003                     | 2007-12-31    | Fisksätra IF            | Fisksätra IF            |
|    | Sverige   | Per Johansson (utlånad)     | Back        | 1989-04-06 | 185 cm | 78 kg | 2007                     | 2009-12-31    | Karlslunds IF           | Karlslunds IF           |
| 7  | Sverige   | Johan Arneng                | Mittfältare | 1979-06-14 | 175 cm | 74 kg | 2003                     | 2008-12-31    | Vålerenga IF            | IK Oddevold             |
| 10 | Brasilien | Enrico Cardoso Nazare       | Mittfältare | 1984-05-04 | 177 cm | 70 kg | 2006*                    | 2009-12-31    | Ipatinga FC             | Atlético Mineiro        |
| 11 | Finland   | Daniel Sjölund              | Mittfältare | 1983-04-22 | 178 cm | 73 kg | 2003                     | 2009-12-31    | Liverpool FC            | IF Finströms Kamraterna |
| 17 | Sverige   | Stefan Batan                | Anfallare   | 1985-03-20 | 175 cm | 75 kg | 2006                     | 2009-12-31    | Assyriska FF            | Assyriska FF            |
| 22 | Slovenien | Andrej Komac                | Mittfältare | 1979-12-04 | 176 cm | 72 kg | 2006*                    | 2009-06-30    | ND Gorica               | NK Primorje             |
| 23 | Sydafrika | Lance Davids                | Mittfältare | 1985-04-11 | 176 cm | 73 kg | 2006                     | 2008-12-31    | 1860 München            | Hellenic FC             |
| 24 | Sverige   | Christoffer Karlsson        | Mittfältare | 1988-01-27 | 179 cm | 72 kg | 2005 (utlånad 2005-2006) | 2009-12-31    | Åtvidabergs FF          | Åtvidabergs FF          |
| 27 | Schweiz   | Felix Magro (endast hösten) | Mittfältare | 1979-02-02 | 185 cm | 76 kg | 2005                     | 2007-12-31    | Landskrona BoIS         | FC Unterstrass          |
| 29 | Finland   | Aki Riihilahti              | Mittfältare | 1976-09-09 | 185 cm | 84 kg | 2007*                    | 2009-12-31    | 1. FC Kaiserslauten     | HJK Helsingfors         |
| 9  | Sverige   | Jones Kusi-Asare            | Anfallare   | 1980-05-21 | 178 cm | 75 kg | 2005 (och 1999-2001)     | 2008-12-31    | Landskrona BoIS         | Vasalunds IF            |
| 12 | Sverige   | Mattias Jonson              | Anfallare   | 1974-01-16 | 179 cm | 78 kg | 2005*                    | 2008-12-31    | Norwich City FC         | IFK Kumla               |
| 18 | Sverige   | Mikael Dahlberg             | Anfallare   | 1985-03-06 | 192 cm | 87 kg | 2007                     | 2009-12-31    | GIF Sundsvall           | Mariehem SK             |
| 19 | Brasilien | Thiago Quirino da Silva     | Anfallare   | 1985-01-04 | 183 cm | 79 kg | 2006                     | 2009-12-31    | Atlético Mineiro        | Atlético Mineiro        |
| 20 | Sverige   | Patrick Amoah               | Anfallare   | 1986-08-18 | 184 cm | 77 kg | 2004                     | 2007-12-31    | Djurgårdens IF Juniorer | Djurgårdens IF          |
| 21 | Sverige   | Kristian Junegard           | Anfallare   | 1989-09-07 | 178 cm | 64 kg | 2007                     | 2008-12-31    | Djurgårdens IF Juniorer | Djurgårdens IF          |
| 26 | Nigeria   | Kennedy Igboananike         | Anfallare   | 1989-02-26 | 175 cm | 68 kg | 2007                     | 2007-12-31    | Dynamo Football Academy | Dynamo Football Academy |

## Allsvenskan
| Omgång | Datum        | Motståndare       | H/B | Resultat | Målskyttar                          | TV            | Publik | Arena              | Position |
| ------ | ------------ | ----------------- | --- | -------- | ----------------------------------- | ------------- | ------ | ------------------ | -------- |
| 1      | 7 april      | IF Brommapojkarna | B   | 0–1      |                                     | Canal +       | 15 092 | Råsunda            | 13       |
| 2      | 16 april     | Halmstads BK      | H   | 2–0      | Kusi Asare, Dahlberg                | Säsongskortet | 10 747 | Stockholms stadion | 6        |
| 3      | 21 april     | Helsingborgs IF   | H   | 3–1      | Jonson (2), Kusi Asare              | TV4           | 11 223 | Stockholms stadion | 1        |
| 4      | 29 april     | Kalmar FF         | B   | 0–1      |                                     | Säsongskortet | 7 349  | Fredriksskans IP   | 5        |
| 5      | 7 maj        | IF Elfsborg       | B   | 2–2      | Stoltz, Dahlberg                    | Säsongskortet | 11 533 | Borås Arena        | 5        |
| 6      | 14 maj       | Gais              | H   | 0–1      |                                     | Säsongskortet | 10 122 | Stockholms stadion | 9        |
| 7      | 21 maj       | Trelleborgs FF    | B   | 3–0      | självmål, Enrico, Amoah             | Säsongskortet | 3 012  | Vångavallen        | 7        |
| 8      | 28 maj       | AIK FF            | H   | 3–1      | Sjölund (2), Enrico                 | Canal +       | 32 529 | Råsunda            | 4        |
| 9      | 12 juni      | IFK Göteborg      | H   | 2–1      | Tauer, Komac                        | Säsongskortet | 12 697 | Stockholms stadion | 1        |
| 10     | 19 juni      | Hammarby IF FF    | B   | 0–2      |                                     | Canal +       | 23 545 | Råsunda            | 3        |
| 11     | 25 juni      | Örebro SK         | B   | 0–0      |                                     | Säsongskortet | 11 565 | Behrn Arena        | 5        |
| 12     | 2 juli       | Gefle IF          | H   | 2–1      | Enrico (2)                          | Säsongskortet | 12 030 | Stockholms stadion | 4        |
| 13     | 7 juli       | Malmö FF          | H   | 1–0      | Kusi Asare                          | Säsongskortet | 11 515 | Stockholms stadion | 3        |
| 14     | 17 juli      | Malmö FF          | B   | 1–1      | Davids                              | Canal +       | 15 976 | Malmö Stadion      | 4        |
| 15     | 21 juli      | IF Elfsborg       | H   | 2–1      | Quirino, Kuivasto                   | Säsongskortet | 11 733 | Stockholms stadion | 3        |
| 16     | 6 augusti    | Gais              | B   | 1–1      | Sjölund                             | Säsongskortet | 6 453  | Nya Ullevi         | 2        |
| 17     | 13 augusti   | Hammarby IF FF    | H   | 1–0      | Dahlberg                            | Canal +       | 24 634 | Råsunda            | 1        |
| 18     | 16 augusti   | IFK Göteborg      | B   | 1–1      | Jonson                              | Canal +       | 12 187 | Nya Ullevi         | 2        |
| 19     | 27 augusti   | Kalmar FF         | H   | 1–3      | Sjölund                             | Säsongskortet | 13 387 | Stockholms stadion | 3        |
| 20     | 3 september  | Helsingborgs IF   | B   | 4–1      | Quirino (2), Sjölund, Dahlberg      | Säsongskortet | 13 385 | Olympia            | 1        |
| 21     | 17 september | Trelleborgs FF    | H   | 1–1      | Jonson                              | Säsongskortet | 9 700  | Stockholms stadion | 1        |
| 22     | 24 september | AIK FF            | B   | 1–1      | Quirino                             | Canal +       | 34 116 | Råsunda            | 2        |
| 23     | 29 september | Örebro SK         | H   | 4–1      | Arneng, Jonson, Kusi Asare, Quirino | TV4           | 9 311  | Stockholms stadion | 2        |
| 24     | 7 oktober    | Gefle IF          | B   | 2–0      | Quirino, Enrico                     | Säsongskortet | 7 130  | Strömvallen        | 2        |
| 25     | 22 oktober   | Halmstads BK      | B   | 2–1      | Quirino (2)                         | Säsongskortet | 7 147  | Örjans Vall        | 2        |
| 26     | 28 oktober   | IF Brommapojkarna | H   | 0–1      |                                     | Canal +       | 14 222 | Stockholms stadion | 2        |

## Svenska cupen
| Omgång   | Datum    | Motståndare | H/B | Resultat        | Målskyttar                    | Varningar | TV  | Publik | Arena       |
| -------- | -------- | ----------- | --- | --------------- | ----------------------------- | --------- | --- | ------ | ----------- |
| Omgång 2 | 26 april | Norrby IF   | B   | 2–0             | Dahlberg 67', Ottesen 80'     | Karlsson  | Nej | 628    | Borås Arena |
| Omgång 3 | 17 maj   | Gefle IF    | B   | 2–2, 5-7 e str* | Kusi-Asare 31', Dahlberg 104' |           | TV4 | 1 335  | Strömvallen |

## Träningsmatcher
| Datum       | Motståndare         | H/B | Resultat | Målskyttar                                                      | Varningar | Publik | Arena                    |
| ----------- | ------------------- | --- | -------- | --------------------------------------------------------------- | --------- | ------ | ------------------------ |
| 17 februari | IF Brommapojkarna   | B   | 0-0      |                                                                 |           | 230    | Bosön                    |
| 24 februari | Assyriska FF        | B   | 0-3      |                                                                 |           | 700    | Södertälje fotbollsarena |
| 27 februari | Molde FK            | B   | 1-3      | Sjölund 21' (Arneng)                                            |           |        | Molde                    |
| 1 mars      | Ålesunds FK         | B   | 2-1      | Johannesson 49', Dahlberg 80'                                   |           | 2 000  | Color Line Stadion       |
| 7 mars      | Valsta Syrianska IK | B   | 0-0      |                                                                 |           | 500    | Midgårdsvallen           |
| 10 mars     | IK Sirius           | H   | 4-2      | Enrico (2) 8' (frispark), 11', Jonson 55', Tauer 63'            | Arneng    | 3 500  | Stadshagens IP           |
| 14 mars     | Enköpings SK        | H   | 6-0      | Quirino (4) 24', 38', 56', 78', Igboananike 48', Kusi-Asare 74' |           | 1 500  | Stadshagens IP           |
| 21 mars     | SC Olhanense        | B   | 0-0      |                                                                 |           |        | Browns Club              |
| 28 mars     | IFK Norrköping      | H   | 1-2      | Jonson 36'                                                      |           |        | Browns Club              |
| 2 april     | TPS Åbo             | H   | 1-0      | Davids 23'                                                      |           | 400    | Kvicksunds IP            |

## Statistik
| Spelare                 | Allsvenskan | Allsvenskan | Allsvenskan | Allsvenskan | Svenska cupen | Svenska cupen | Svenska cupen | Svenska cupen | Totalt | Totalt | Totalt | Totalt |
| Spelare                 | Ma          | Må          | As          | Po          | Ma            | Må            | As            | Po            | Ma     | Må     | As     | Po     |
| ----------------------- | ----------- | ----------- | ----------- | ----------- | ------------- | ------------- | ------------- | ------------- | ------ | ------ | ------ | ------ |
| Mattias Jonson          | 16          | 5           | 5           | 10          | 0             | 0             | 0             | 0             | 16     | 5      | 5      | 10     |
| Enrico Cardoso Nazaré   | 25          | 5           | 5           | 10          | 2             | 0             | 0             | 0             | 27     | 5      | 5      | 10     |
| Daniel Sjölund          | 23          | 5           | 4           | 9           | 1             | 0             | 0             | 0             | 24     | 5      | 4      | 9      |
| Thiago Quirino da Silva | 13          | 8           | 0           | 8           | 2             | 0             | 0             | 0             | 15     | 8      | 0      | 8      |
| Mikael Dahlberg         | 19          | 4           | 1           | 5           | 2             | 2             | 0             | 2             | 21     | 6      | 1      | 7      |
| Jones Kusi-Asare        | 23          | 4           | 2           | 6           | 1             | 1             | 0             | 1             | 24     | 5      | 2      | 7      |
| Andrej Komac            | 23          | 1           | 4           | 5           | 2             | 0             | 0             | 0             | 25     | 1      | 4      | 5      |
| Lance Davids            | 22          | 1           | 2           | 3           | 0             | 0             | 0             | 0             | 22     | 1      | 2      | 3      |
| Johan Arneng            | 22          | 1           | 2           | 3           | 2             | 0             | 0             | 0             | 24     | 1      | 2      | 3      |
| Patrick Amoah           | 13          | 1           | 1           | 2           | 2             | 0             | 0             | 0             | 15     | 1      | 1      | 2      |
| Toni Kuivasto           | 26          | 1           | 1           | 2           | 2             | 0             | 0             | 0             | 28     | 1      | 1      | 2      |
| Robert Stoltz           | 7           | 1           | 0           | 1           | 1             | 0             | 0             | 0             | 8      | 1      | 0      | 1      |
| Sölvi Ottesen           | 14          | 0           | 0           | 0           | 1             | 1             | 0             | 1             | 15     | 1      | 0      | 1      |
| Jan Tauer               | 23          | 1           | 0           | 1           | 1             | 0             | 0             | 0             | 24     | 1      | 0      | 1      |
| Markus Johannesson      | 25          | 0           | 0           | 0           | 2             | 0             | 0             | 0             | 27     | 0      | 0      | 0      |
| Pa Dembo Touray         | 26          | 0           | 0           | 0           | 0             | 0             | 0             | 0             | 26     | 0      | 0      | 0      |
| Stefan Batan            | 13          | 0           | 0           | 0           | 2             | 0             | 0             | 0             | 15     | 0      | 0      | 0      |
| Matias Concha           | 11          | 0           | 0           | 0           | 0             | 0             | 0             | 0             | 11     | 0      | 0      | 0      |
| Aki Riihilahti          | 10          | 0           | 0           | 0           | 0             | 0             | 0             | 0             | 10     | 0      | 0      | 0      |
| Kebba Ceesay            | 4           | 0           | 0           | 0           | 2             | 0             | 0             | 0             | 6      | 0      | 0      | 0      |
| Felix Magro             | 3           | 0           | 0           | 0           | 0             | 0             | 0             | 0             | 3      | 0      | 0      | 0      |
| Kennedy Igboananike     | 2           | 0           | 0           | 0           | 0             | 0             | 0             | 0             | 2      | 0      | 0      | 0      |
| Oskar Wahlström         | 0           | 0           | 0           | 0           | 2             | 0             | 0             | 0             | 2      | 0      | 0      | 0      |
| Christoffer Karlsson    | 0           | 0           | 0           | 0           | 1             | 0             | 0             | 0             | 1      | 0      | 0      | 0      |

## Klubben

### Årsmötet 2007
- Datum: 6 mars 2007
- Plats: Torben Grut-salen (i Stockholms Stadion)
- Deltagare: 86 medlemmar.

Valda till styrelsen (för DIF Fotbollsförening):
- Ordförande (1 år): Bo Lundquist (omvald).
- Ledamöter (2 år): Dan Svanell, Martin Selin och Lars-Erik Sjöberg
- Omvald (1 år): Petra Wester
- Valda 2006: Ellinor Persson och Wille Bäckström

Lämnade styrelsen:
- Hans von Uthmann (avböjde omval)

Valda till styrelsen (för DIF Elitfotboll AB):
- Ordförande: Bo Lundquist
- Ledamöter: Torbjörn Althén, Per Bouveng, Tommy Jacobson och Ronald Åman.

Årets spelare 2006: Pa Dembo Touray
Källa: DIFs egen rapport från årsmötet

### Tränarstab 2007
- Huvudtränare:  Sigurður Jónsson
- Assisterande tränare:  Paul Lindholm
- Målvaktstränare:  Kjell Frisk
- Fystränare:  Ola Johansson
- Sjukgymnast:  Stefan Tanda
- Läkare:  Mats Hallberg
- Materialförvaltare:  Kjell Lundkvist

### Spelartröjor
- Tillverkare: Adidas
- Huvudsponsor: ICA
- Hemmatröja: blårandigt
- Bortatröja:
- Spelarnamn: nej
- Övrigt: En stjärna som symboliserar minst 10 ligaguld

### Övrig information
- Ordförande:  Bo Lundquist
- Sportchef:  Bosse Andersson
- Arena: Stadion (kapacitet: 14 500, planmått: 105 x 70 meter)

## Truppförändringar

### Spelare/ledare in
| Datum            | Nr | Namn              | Från                    | Position    | Kommentar                              | Länk   |
| ---------------- | -- | ----------------- | ----------------------- | ----------- | -------------------------------------- | ------ |
| 14 november 2006 |    | Siggi Jónsson     | Grindavíkur             | Tränare     | 3-årskontrakt (tom 31 december 2009)   | dif.se |
| 14 november 2006 |    | Paul Lindholm     | Djurgårdens IF Juniorer | Tränare     | 3-årskontrakt (tom 31 december 2009)   | dif.se |
| 6 december 2006  | 35 | Tommi Vaiho       | Djurgårdens IF Juniorer | Målvakt     | 3-årskontrakt (tom 31 december 2009)   | dif.se |
| 7 december 2006  | 14 | Kebba Ceesay      | IK Brage                | Back        | 4-årskontrakt (tom 31 december 2010)   | dif.se |
| 14 december 2006 | 21 | Kristian Junegard | Djurgårdens IF Juniorer | Anfallare   | 2-årskontrakt (tom 31 december 2008)   | dif.se |
| 4 januari 2007   |    | Per Johansson     | Karlslunds IF           | Back        | 3-årskontrakt (tom 31 december 2009)   | dif.se |
| 9 januari 2007   | 18 | Mikael Dahlberg   | GIF Sundsvall           | Anfallare   | 3-årskontrakt (tom 31 december 2009)   | dif.se |
| 19 mars 2007     | 8  | Jan Tauer         | Eintracht Braunschweig  | Back        | 3-årskontrakt (tom 31 december 2009)   | dif.se |
| 25 juni 2007     | 29 | Aki Riihilahti    | 1. FC Kaiserslauten     | Mittfältare | 2,5-årskontrakt (tom 31 december 2009) | dif.se |
| 10 juli 2007     | 27 | Felix Magro       | AC Lugano               | Mittfältare | Tillbaka från lån                      | dif.se |

### Spelare/ledare ut
| Datum            | Nr | Namn             | Till                | Position    | Kommentar                                        | Länk   |
| ---------------- | -- | ---------------- | ------------------- | ----------- | ------------------------------------------------ | ------ |
| 7 november 2006  |    | Stefan Rehn      | IFK Göteborg        | Tränare     | Kontraktet går ut.                               | dif.se |
| 9 november 2006  |    | Lars Sandberg    | Spånga IS           | Tränare     | Kontraktet går ut.                               | dif.se |
| 1 december 2006  |    | Kjell Jonevret   |                     | Tränare     | Tillsvidarekontraktet upphör.                    | dif.se |
| 21 december 2006 | 4  | Elias Storm      | Messiniakos FC      | Back        | 6-månaderskontrakt                               | dif.se |
| 22 december 2006 |    | Tomas Backman    | Jönköpings Södra IF | Back        | Kontraktet går ut.                               | dif.se |
| 31 december 2006 | 18 | Niclas Rasck     | Slutar              | Back        | Kontraktet går ut.                               | dif.se |
| 3 januari 2007   |    | Anders Grönhagen | Fredriksstad FK     | Tränare     | Kontraktet går ut. Tog senare över Fredriksstad. | dif.se |
| 4 januari 2007   | 77 | Abgar Barsom     | Messiniakos FC      | Mittfältare | Försäljning.                                     | dn.se  |
| 4 januari 2007   |    | Per Johansson    | BK Forward          | Back        | Lånas ut under året.                             | dif.se |
| 12 januari 2007  | 14 | Kari Arnason     | AGF Århus           | Mittfältare | Försäljning.                                     | dif.se |
| 21 juni 2007     | 2  | Matias Concha    | VfL Bochum          | Back        | Försäljning.                                     | dif.se |

### Förlängda kontrakt
| Datum            | Nr | Namn            | Position | Kommentar                            | Länk   |
| ---------------- | -- | --------------- | -------- | ------------------------------------ | ------ |
| 23 november 2006 | 30 | Oskar Wahlström | Målvakt  | 2-årskontrakt (tom 31 december 2008) | dif.se |